# Sellerio Editore
Sellerio Editore es una editora italiana fundada en 1969, en Palermo, por Elvira Giorgianni y por su marido Enzo Sellerio, incentivados por el escritor Leonardo Sciascia y por el antropólogo Antonino Buttitta.

## Historia
Después de algunos títulos publicados en la primera colección, de sugestivo nombre La civiltà perfezionata (La civilización perfeccionada), la editora obtiene visibilidad con la publicación en 1978 del libro de Sciascia L’affaire Moro (El caso Aldo Moro).
A partir de entonces crece el número de colecciones, a comenzar por La memoria (La memoria), hoy prácticamente un símbolo de la editora.
Entre los escritores que colaboraron con la Sellerio se destacan Gesualdo Bufalino, vencedor del Premio Strega y, con la publicación en 1981 de Diceria dell’untore, vencedor del Premio Campiello, y Andrea Camilleri, autor de las novelas del Commissario Montalbano, publicadas por Sellerio.
De 1983 Elvira Sellerio pasa a dedicarse solamente a las publicaciones de narrativa y de ensayos, mientras Enzo Sellerio pasa a ocuparse de las publicaciones de arte y de fotografía. Entre las colecciones se encuentra también series especializadas, como La città antica (La ciudad antigua), de cultura clásica, y la Biblioteca Siciliana de Historia y Literatura (Biblioteca siciliana di storia y letteratura).
En 2010 el catálogo de la Sellerio tenía más de tres mil títulos.
Después de la muerte de Elvira Sellerio en 2010 la editora continúa bajo dirección del fundador Enzo Sellerio, juntamente con sus hijos Antonio y Olivia Sellerio, además de Salvatore Silvano Nigro.

## Escritores italianos

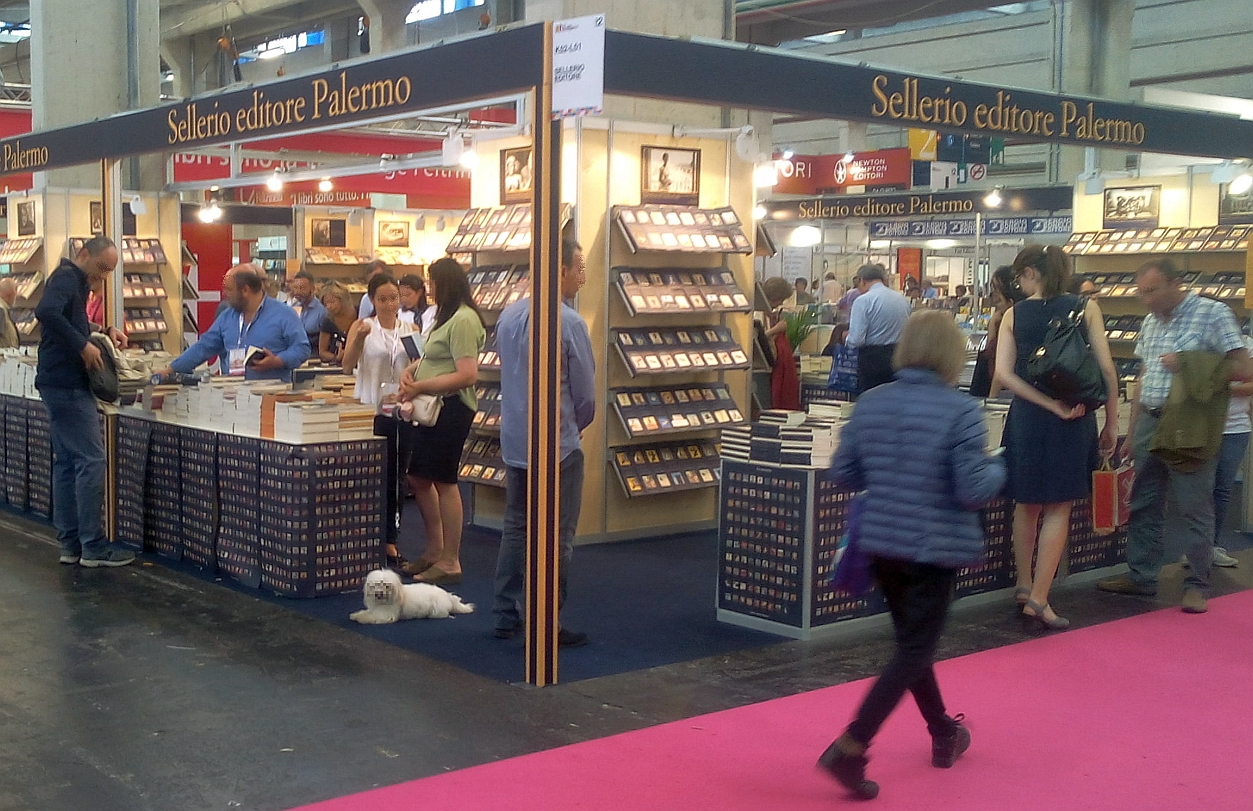
El stand Sellerio al Salone del libro 2017.

- Luisa Adorno
- Sebastiano Aglianò
- Giulio Angioni
- Maria Attanasio
- Sergio Atzeni
- Gesualdo Bufalino
- Davide Camarrone
- Andrea Camilleri
- Luciano Canfora
- Gianrico Carofiglio
- Vincenzo Consolo
- Ugo Cornia
- Augusto De Angelis
- Marco Ferrari
- Pietro Grossi
- Carlo Lucarelli
- Marco Malvaldi
- Antonio Manzini
- Lorenza Mazzetti
- Giovanni Merenda
- Maria Messina
- Andrea Molesini
- Angelo Morino
- Laura Pariani
- Santo Piazzese
- Alessandro Robecchi
- Francesco Recami
- Federico Maria Sardelli
- Gaetano Savatteri
- Furio Scarpelli
- Giorgio Scerbanenco
- Leonardo Sciascia
- Adriano Sofri
- Fabio Stassi
- Antonio Tabucchi
- Turi Vasile
- Giosuè Calaciura

## Otros escritores
- Héctor Bianciotti
- Roberto Bolaño
- Sergej Donatovič Dovlatov
- Margaret Doody
- Alicia Giménez Bartlett
- Friedrich Glauser
- Geoffrey Holiday Hall
- Nathaniel Hawthorne
- Dominique Manotti
- Manuel Vázquez Montalbán
- Ben Pastor
- Vincent Schiavelli
- Maj Sjöwall
- Per Wahlöö
- Anthony Trollope
- José Maria Eça de Queirós

## Libros en serie
- La memoria
- La rosa dei venti
- Il contesto
- Il divano
- Alle 8 di sera
- Nuovo prisma
- La nuova diagonale
- Galleria
- Le indagini di Montalbano
- Biblioteca siciliana di storia e letteratura
- Corti
- Il castello
- Il gioco delle parti. Romanzi giudiziari
- Il mare
- La diagonale
- Le parole e le cose
- Tutto e subito
- Fine secolo
- Quaderni della Biblioteca siciliana di storia e letteratura
- L'Italia
- La città antica
- Teatro
- Nuovo Museo
- L'isola
- La civiltà perfezionata
- Fantascienza
- Prisma
- Museo
- La pietra vissuta
- Le favole mistiche
- Fuori collana
- App
- Narrativa per la scuola
- La memoria illustrata
- I cristalli
- I cristallini
- Varia
- Cataloghi
- Bel vedere
- Diorama
- L'occhio di vetro
- La Cuba

## Series de televisión dedicadas a libros
- El comisario Montalbano -  Le indagini di Montalbano
- El Joven Montalbano - La memoria